# Ousermontou
Ousermontou est un roi de la Deuxième Période intermédiaire.

## Attestations
Ousermontou n'est connu que par deux fragments de pierre, aujourd'hui au British Museum, trouvés dans le temple de Montouhotep II à Deir el-Bahari. Sa classification exacte est incertaine, peut-être est-il identique à un souverain dont seul le nom de Nesout-bity est connu jusqu'à présent. Jürgen von Beckerath et Claude Vandersleyen le classent dans la XIIIe dynastie alors que Kim Steven Bardrum Ryholt ne précise pas sa dynastie, indiquant seulement qu"il a régné pendant la Deuxième Période intermédiaire.